# Roessemann & Kühnemann
Roessemann & Kühnemann war eine Maschinenfabrik in Budapest.

## Gründung

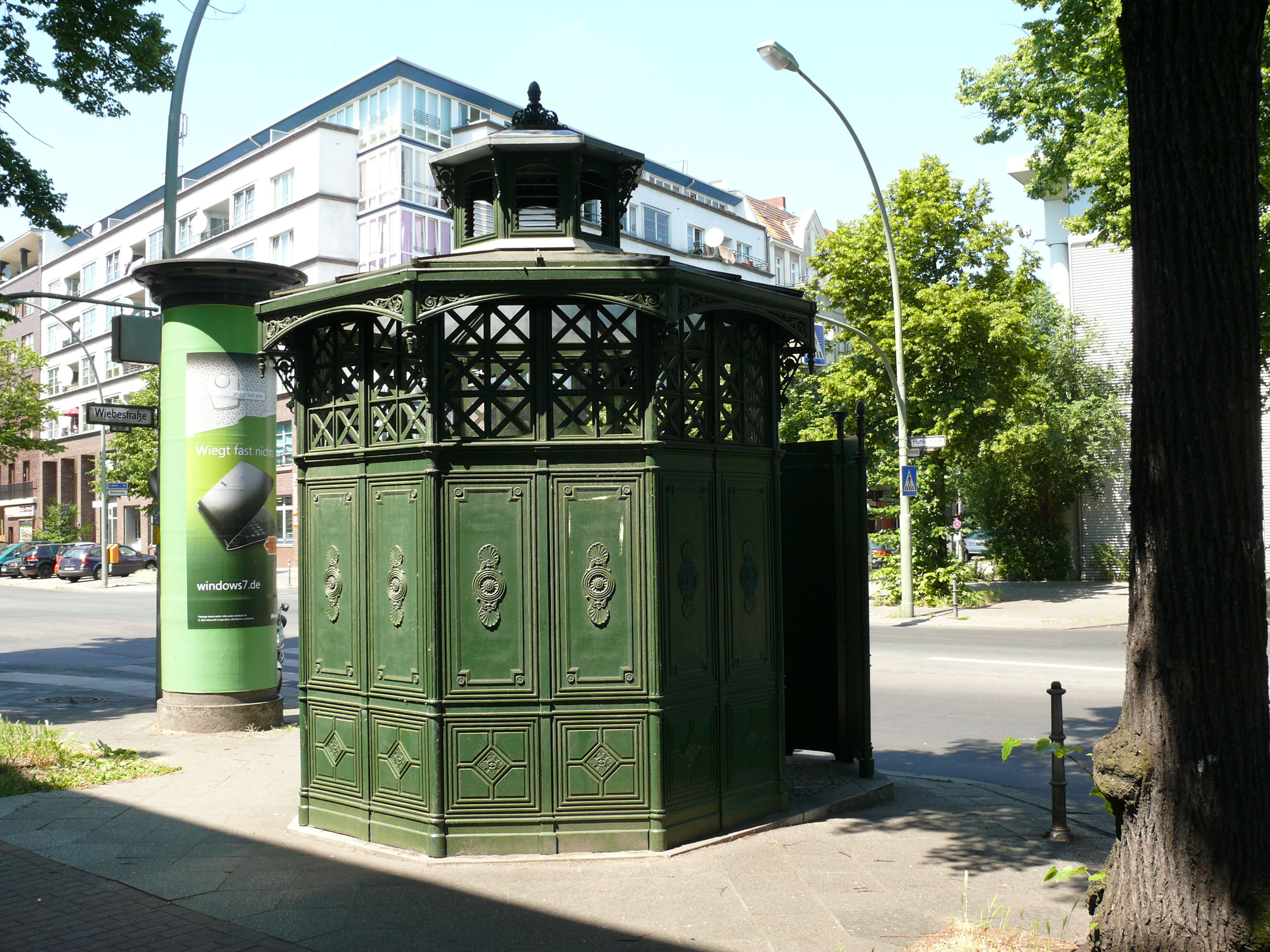
Gusseiserne Bedürfnisanstalt von Rössemann & Kühnemann in Berlin (Café Achteck oder Waidmannslust)

Das Unternehmen wurde 1885 als Tochterfirma der Berliner Maschinenfabrik Rössemann & Kühnemann gegründet, einer Eisengießerei und Maschinenfabrik, die sich auf Eisenbahnsignal- und Sicherungsanlagen spezialisiert hatte. Das Berliner Mutterunternehmen war 1852 von Fritz Kühnemann, dem Vorsitzenden des Messe-Arbeitsausschusses der Berliner Gewerbeausstellung und der Baukommission, zusammen mit seinem Geschäftspartner in der Gartenstraße 21 in Reinickendorf gegründet worden. Es meldete 1883 eine elektrisch wirkende Auslöse- und Control-Vorrichtung für Signal-Verschluss-Apparate mit nur einseitiger Stromgebung an und bot spätestens ab 1886 Eisenkonstruktionen und Feldbahnen an. Ein bekanntes Produkt waren gusseiserne Bedürfnisanstalten, die lange Zeit das Stadtbild Berlins prägten. Ab 1903 produzierte es in der Kühnemannstraße 21/45 in Reinickendorf.
Im Jahr 1880, hatte das Berliner Unternehmen in Budapest ein Eisenbahnbüro eingerichtet, das von einem talentierten jungen Ingenieur, Bertalan Kaufmann, geleitet wurde. Um in Ungarn, das sein Eisenbahnnetz rasch ausbaute, stärker präsent zu sein und die Errichtung eines neuen Werkes vorzubereiten, erhielt Kaufmann 1885 die Konzession als Einzelunternehmer zur Ausübung des Maschinenschlossergewerbes. 1886 trug das Registergericht die offene Handelsgesellschaft Roessemann & Kühnemann mit ihrer Werkstatt in der Nádorstraße V, 84, als Zweigstelle des Berliner Unternehmens ein.

## Eisenbahnausrüstung

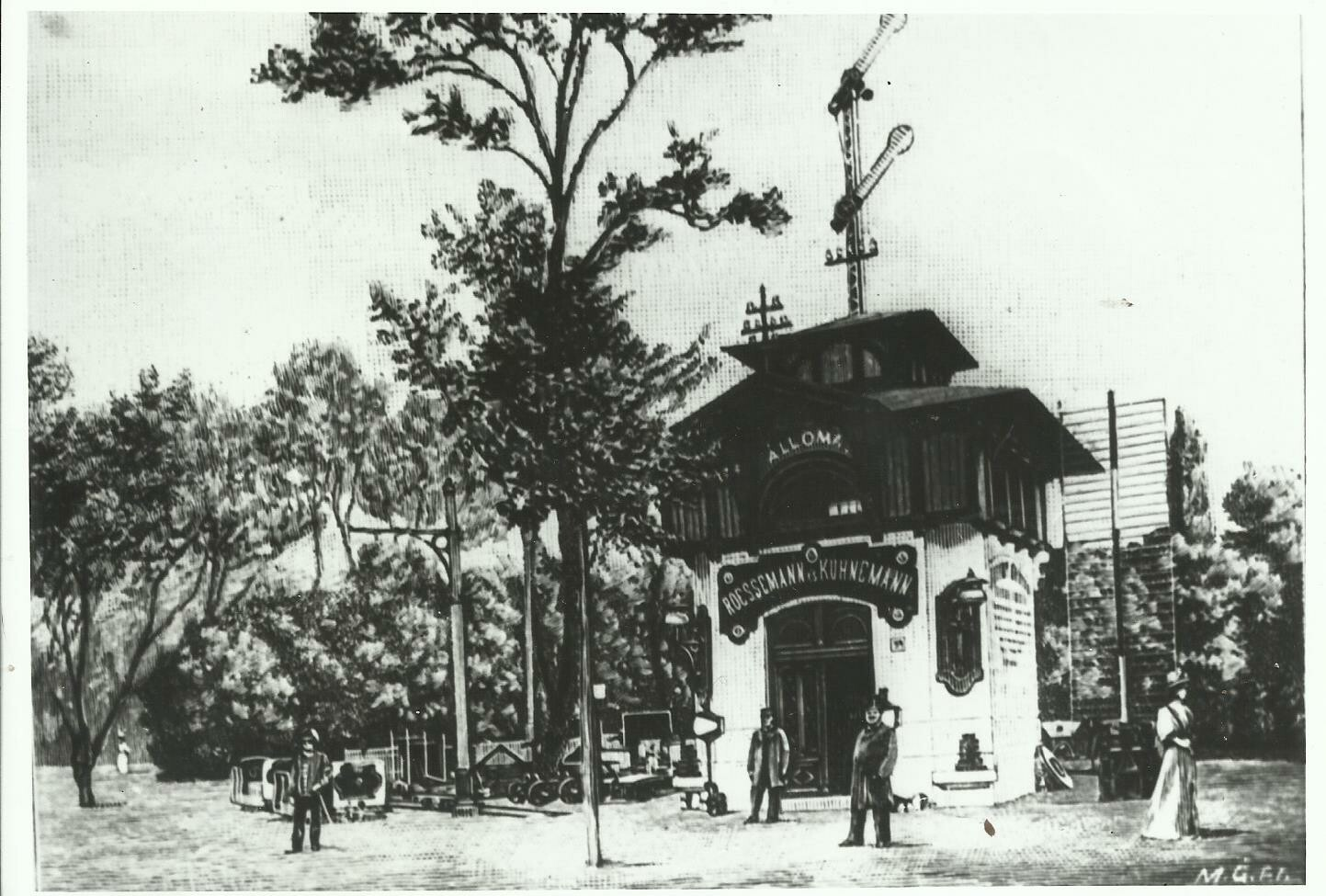
Messestand mit einer Ausstellung der Eisenbahnausrüstung

Ziel des Unternehmens war es, den österreichisch-ungarischen Markt vor allem mit Eisenbahnsicherungen, Signalmasten und Bahnübergängen zu beliefern, die zunächst vom Mutterunternehmen importiert und in Österreich-Ungarn montiert wurden. Mit den Geräten, die auf der Bahnstrecke Budapest–Wien installiert wurden, erlangte das Unternehmen schnell Bekanntheit.

## Feldbahnen

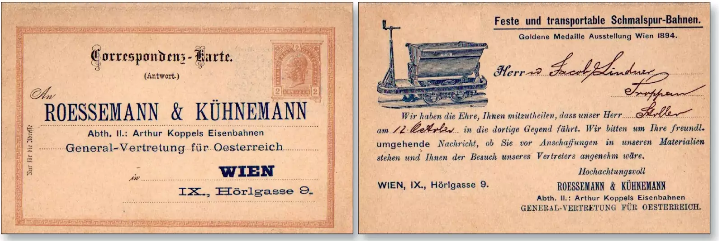
Abteilung II: Arthur Koppels Eisenbahnen, Generalvertretung für Österreich, Wien, IX Hörlgasse 9, Goldene Medaille Ausstellung Wien 1894

Der damalige Aufschwung der landwirtschaftlichen Großbetriebe, der lebensmittelverarbeitenden Betriebe – insbesondere die wachsende Zahl der Rübenzuckerfabriken – und der forstwirtschaftlichen Betriebe schuf einen großen Bedarf an schmalspurigen Feldbahnen. Das Unternehmen begann mit Hilfe des Berliner Unternehmens Arthur Koppel  mit der Herstellung von Feldbahnausrüstungen und Schienenfahrzeugen. 1894 gewann es die Goldene Medaille auf der Ausstellung in Wien.

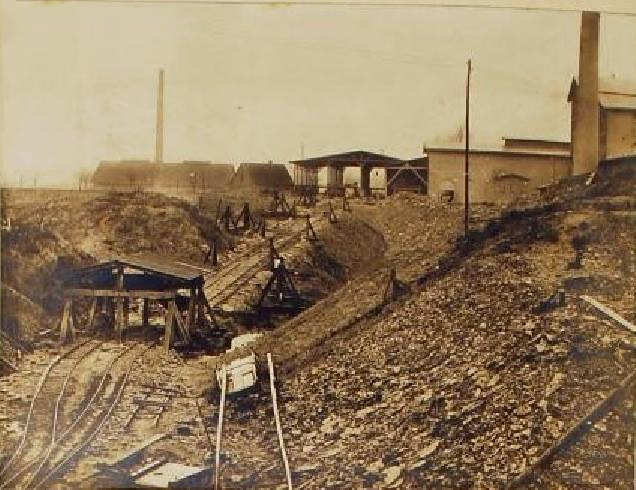
Werksbahn Roessemann & Kühnemann

Die kleine Fabrik erwies sich für die Produktion als unzureichend, so dass sie 1889 das 1600 Quadratmeter große Grundstück in der Äußeren Váci-Straße 79 kaufte, das von der alten Gaststätte am rechten Ufer des Rákos-Baches, der Váci-Straße, der Föveny-Straße, der Madarász-Straße und von Süden her vom Gelände der Ördög-Mühle ein Stück weiter oben begrenzt wird. Im darauffolgenden Jahr setzten sie die Arbeit in der neu errichteten und ständig erweiterten Fabrik fort und verlagerten sogar die Anlagen der damals erworbenen Schleiferei Knutzen. Die Fabrik trug den Namen Roesemann und Kühnemann Fabrik für Kleinbahnen (ungarisch Roesemann és Kühnemann Mezei Kisvasutak Gyára).

## Expansion
Im Jahr 1894 wurde die Fabrik weiter ausgebaut, und von da an befasste sich das Unternehmen auch mit der Herstellung verschiedener Spezialseilbahnen sowie von Hänge- und Schwebebahnen. Das Werk war in vier Produktionseinheiten gegliedert: die Abteilungen für Eisenbahnausrüstungen, Feldbahnausrüstungen und Drahtseilbahnen sowie die Abteilung für Eisen- und Stahlverarbeitung. Die Produktion von Eisenbahnsicherheitsausrüstungen und Schmalspurbahnausrüstungen war der Haupterfolg, mit Lieferungen nach Österreich und Exporten in die Balkanländer. Um den großen Aufträgen gerecht zu werden, wurden für die Erweiterung des Fabrikgeländes die Grundstücken Föveny Utca 5 sowie gegenüber Föveny Utca 4 und 6 erworben, auf denen mehrere Werkstätten und offene Montagehallen eingerichtet wurden.
Mit etwa 150 Arbeitern und einer 24-PS-Dampfmaschine wurde das Unternehmen 1896 zu einem der bekannten Unternehmen in der schnell wachsenden Kategorie der mittelgroßen Fabriken. Ihr Ruf wurde durch die erfolgreiche Teilnahme an der Millennium-Ausstellung, die mehrere Ausstellungen umfasste, und durch die Tatsache, dass die Fabrik die Wagen für die Straßenbahn herstellte, die auf der Ausstellung verkehrte, noch verbessert. Das Ansehen des Unternehmens wurde auch dadurch gestärkt, dass der Geschäftsführer Bertalan Kaufmann zu den Gründern des 1899 gegründeten Nationalen Verbands der ungarischen Eisenhütten und Maschinenfabriken gehörte.

## Fördertechnik

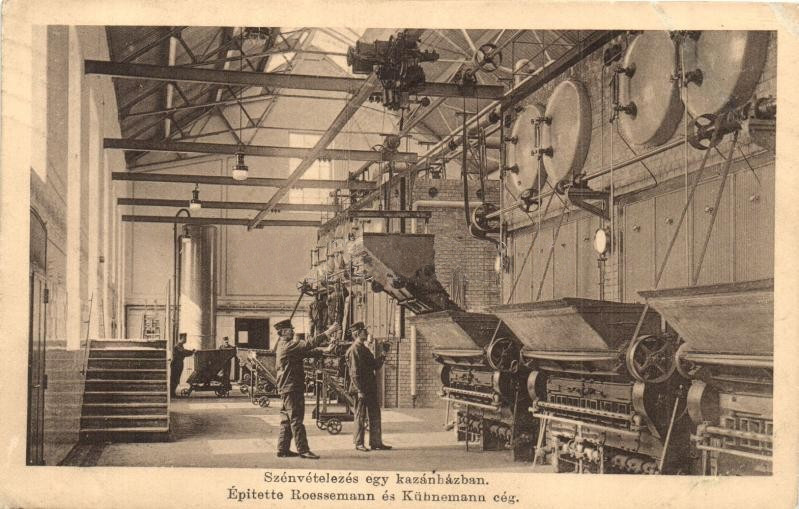
Hängebahn für die Kohleversorgung in einem Kesselhaus

Um die Jahrhundertwende lieferte das Unternehmen, das zu diesem Zeitpunkt bereits 250 Arbeiter und mehr als 20 technische Angestellte beschäftigte, fast die gesamte Palette an Ausrüstungen und Werkzeugen für Feldbahnen und führte auch verschiedene industrielle Kühl- und Eisbereitungsanlagen sowie später verschiedene Arten von Hängebahnen, Lastenaufzügen, Aufzügen und Förderbändern in seinem Sortiment. Bereits 1899 unterhielt das Unternehmen eine Repräsentanz in Prag und ab 1913 einen regen und florierenden Produktionsbetrieb mit Niederlassungen in Wien, Lemberg und Zagreb.

## Rüstungsprodukte
Seit Beginn des Ersten Weltkriegs war das Unternehmen ein Militärbetrieb, der vor allem Granatenhülsen, später Feldbahnen und Hängebahnen herstellte und trotz der Einberufungen in den Kriegsjahren 600 Arbeiter und 100 Angestellte beschäftigte. Das Unternehmen konnte die durch die Kriegsproduktion erschöpften Mittel nur durch Bankkredite ersetzen und wurde 1918 zur Kapitalzufuhr unter der Schirmherrschaft der Ungarischen Rechen- und Devisenbank in eine Aktiengesellschaft mit dem Namen Roessemann und Kühnemann umgewandelt. Pál Kühnemann wurde Geschäftsführer des Unternehmens, das über ein Grundkapital von 4 Millionen Kronen verfügte, und im Verwaltungsrat saßen prominente Vertreter der ungarischen Finanzoligarchie: Marcell Madarassy-Beck, der Vorsitzende, war der Geschäftsführer der Bank, zusammen mit zwei Direktoren der Bank, Károly Hatvány und Willy Kohner.

## Fahrzeugbau

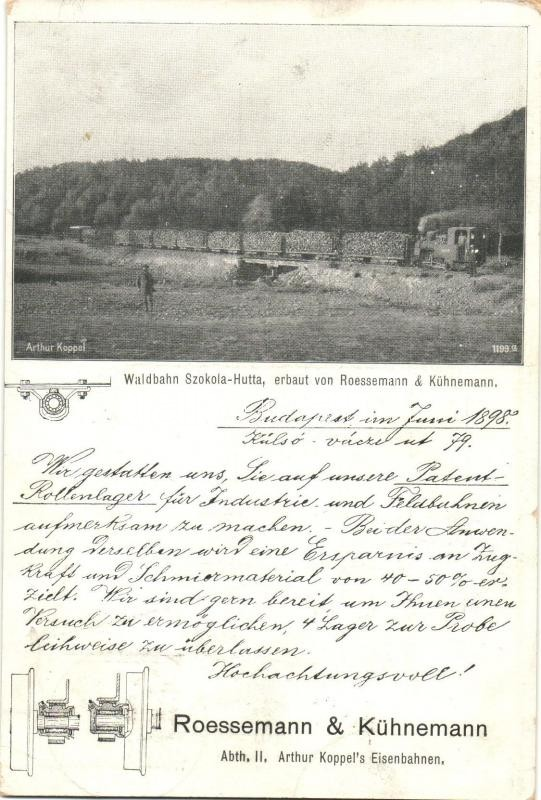
Waldbahn Szokolya–Hutta, erbaut von Roessemann & Kühnemann, um 1898

In den turbulenten Zeiten nach dem Ersten Weltkrieg ging die Produktion stark zurück, die meisten Arbeiter wurden entlassen. Ende 1919 gab es nur noch 55 Arbeiter, und das Unternehmen engagierte sich zunehmend in der Produktion von elektrischen Lastwagen und Spezialfahrzeugen für die sich entwickelnde Hauptstadt.
Während der rumänischen Besatzung wurde mehr als die Hälfte des Maschinen- und Rohstoffbestands der Fabrik ohne jegliche Entschädigung entfernt. Obwohl die veränderten Grenzen dazu führten, dass das Unternehmen einen großen Teil seiner Produkte nicht mehr absetzen konnte, blieb es in den Jahren nach dem Ersten Weltkrieg dank der Umstrukturierung der Produktion und der intensiven Marktforschung rentabel.

## Standorte
- Budapest, VI, Váci út 113-116
- Wien, X, Porzellangasse 45
- Prag, Holleschowitz, Osadni 793
- Zagreb, Trenkgasse 12
- Berlin, Reinickendorf-Ost
- Lemberg, Kopernikusgasse 11[6]

## Fusionen

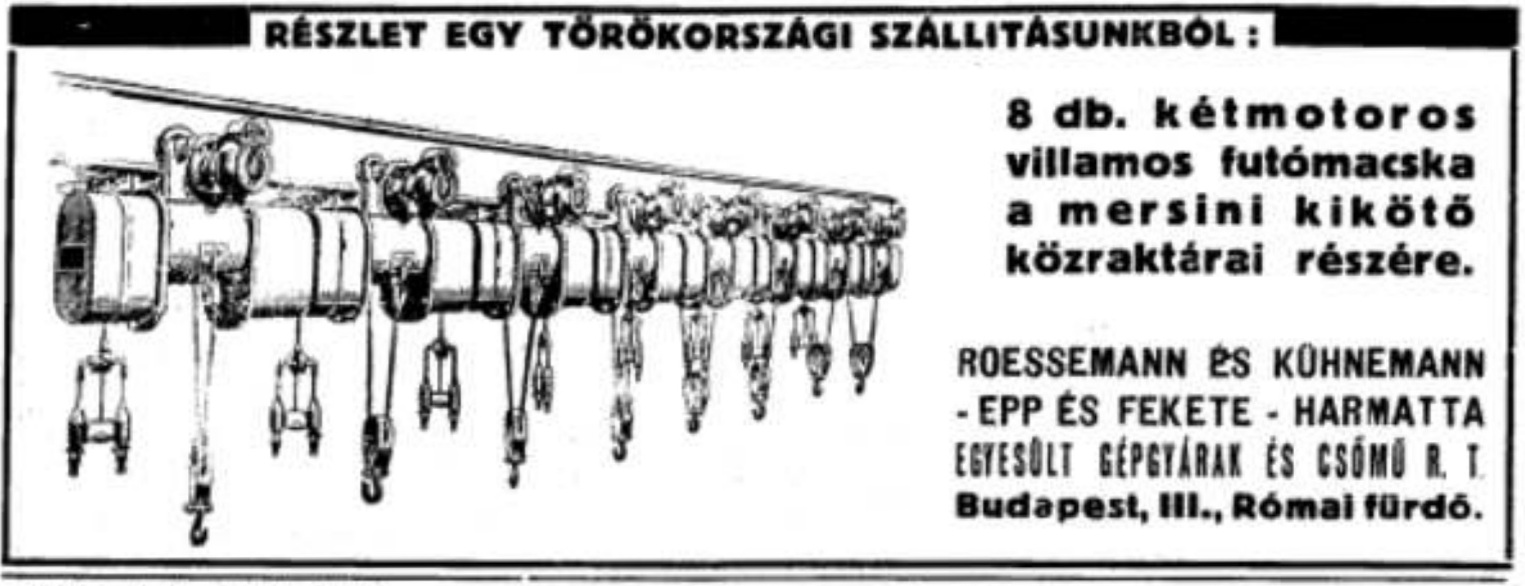
Roessemann és Kühnemann – Épp és Fekete – Harmatta Egyesült Gépgyárak és Csőmű R.T., 1941

Um ihre Marktposition zu stärken, erwarb die Firma eine Reihe von Unternehmen, darunter die Feilenfabrik István Gaál, die Saturnus Technical and Machine Trading Ltd. und 1922 die Harmatta Iron Barrel and Tank Factory Ltd. Im Oktober 1925 fusionierte das Unternehmen mit der Épp und Fekete Gépgyár Részvénytársaság, an der es bereits seit 1920 beteiligt war. Das aus der Fusion hervorgegangene Unternehmen erhielt den Namen Roessemann and Kühnemann – Épp and Fekete – Harmatta Vereinigte Maschinenfabriken und Rohrleitungswerke AG (Roessemann és Kühnemann – Épp és Fekete – Harmatta Egyesült Gépgyárak és Csőmű Részvénytársaság).
Henrik Fekete wurde zum Vorstandsvorsitzenden und Pál Kühnemann zum Vizepräsidenten ernannt. Henrik Fekete wählte den Standort der Épp und Fekete Gépgyár an der Rt. Római-Fürdői als Hauptsitz des fusionierten Unternehmens anstelle der besser gelegenen und größeren Produktionsstätte in der Váci út, woraufhin der vollständige Umzug bald begonnen und 1926 abgeschlossen wurde. Das verbleibende Bürogebäude auf dem Gelände der Váci út wurde in ein Mietshaus umgewandelt.
Roessemann & Kühnemann akc. spol. betrieb auch in Prag-Holleschowitz eine ansehnliche Feld- und Industriebahnfabrik. Mitte der 1920er Jahre fusionierte diese mit der Feldbahnfabrik Ferrovia in Radotín zu Ferrovia, Roessemann & Kühnemann Bahnbedarfs AG, Radotin.

## Trivia
Fritz Kühnemann gilt als der Erfinder der Schwarzen Listen, in denen gewerkschaftlich organisierte Arbeiter vermerkt waren, die keine Einstellung bekommen sollten.

## Patente
- Rollenlager, Patent Kaufmann
- Laufbremsen, Patent Hacke
- Drehschemel, Patent Kaufmann
- Transportables Gleis, Patent Karel
- Waggonkupplung, Patent Lenzev
- Kupplung für einseilige Drahtseilbahnen, Patent Bellami
- Etagenwagen für Ziegeleien, System Helfert[8]